# Asteroide de tipus T
Els asteroides de tipus T són els asteroides del cinturó interior rars de composició desconeguda amb espectres de color fosc, trets i moderadament de color vermell, i un moderat per sota característiques d'absorció de 0,85 μm. No analògica de meteorits directa s'ha trobat fins ara. Pensat per ser anhidre, que es creu que estan relacionats amb els asteroides de tipus P o tipus D, o, possiblement, una de tipus C d'alta alterat-. Un exemple és (114) Kassandra.